# Motte castrale de Garenne-de-la-Motte
La motte féodale dite Garenne-de-la-Motte est une motte castrale située sur la commune d'Igé, dans le département de l'Orne.

## Histoire
Selon Philippe Siguret, c'est sur cette motte que s'élevait le château de Roche d'Igé (de Rupe Ialgeo) que Mabile de Bellême reprit à la famille ennemie des Giroie.
Située sur la colline de la Roche, à l'ouest du village d'Igé et à proximité nord de la route de Bellême au Mans, la motte castrale faisait partie du système de défense établi aux marches du comté du Perche.
Les restes de la motte féodale sont inscrits aux monuments historiques depuis le 10 juin 1975.